# 19023 Varela
19023 Varela è un asteroide della fascia principale. Scoperto nel 2000, presenta un'orbita caratterizzata da un semiasse maggiore pari a 2,6618640 UA e da un'eccentricità di 0,1486227, inclinata di 2,56791° rispetto all'eclittica.